# Keflavíkurflugvöllur
Keflavíkurflugvöllur (IATA: KEF, ICAO: BIKF), ook bekend als Flugstöð Leifs Eiríkssonar en Keflavík International Airport, is de grootste luchthaven van IJsland. De luchthaven, die naar de ontdekkingsreiziger Leif Eriksson is genoemd, ligt bij de plaats Keflavík, ongeveer 50 km ten zuidwesten van Reykjavik.
Luchthaven Keflavík wordt alleen gebruikt voor internationaal vliegverkeer. Reykjavik heeft een tweede luchthaven binnen de stad, die voor binnenlandse vluchten en vluchten naar Groenland en de Faeröereilanden gebruikt wordt.
De luchthaven heeft twee startbanen, van 3065 en van 3053 meter. Het luchthaventerrein is ongeveer 25 km² groot en omdat het ook door NAVO als deel van een militaire basis werd gebruikt, viel het geheel binnen een militair gebied.

## Geschiedenis
Het vliegveld werd gebouwd door het Amerikaanse leger gedurende de Tweede Wereldoorlog en werd geopend op 23 maart 1943. Tijdens de oorlog werd de luchthaven alleen voor militaire doeleinden gebruikt, maar na de oorlog werd het een belangrijk vliegveld waar vliegtuigen die de Atlantische Oceaan overstaken een tussenlanding konden maken om te tanken. Aan het begin van de Koude Oorlog kwamen de Amerikanen terug omdat het vliegveld door zijn ligging weer strategisch belangrijk werd. Ook de Nederlandse Marine was er gestationeerd met enkele vliegtuigen. Omdat in principe het hele vliegveld een militaire installatie was moesten ook passagiers voor civiele vluchten door militaire checkpoints heen om bij hun vliegtuig te komen. De civiele terminal werd in 1987 verplaatst.
Tijdens de jaren zestig en zeventig van de vorige eeuw waren er regelmatig demonstraties tegen de Amerikaanse aanwezigheid in IJsland, en Keflavík in het bijzonder. Een van de deelnemers was Vigdís Finnbogadóttir, die later de eerste vrouwelijke president van IJsland zou worden. Op 1 oktober 2006 zijn de Amerikanen van IJsland vertrokken en is het militaire gedeelte van de luchthaven gesloten. Vanaf 2015 is er een hernieuwde Amerikaanse interesse om de basis te gebruiken, maar in mindere mate dan voorheen. In 2017 werd geld vrijgemaakt voor de bouw van een nieuw hangar voor Boeing P-8 Poseidon vliegtuigen die ingezet worden voor het opsporen en bestrijden van schepen en onderzeeërs.

## Huidige situatie
Hoewel de bevolking van IJsland slechts 370.000 mensen telt, heeft IJsland met Icelandair een eigen internationaal opererende luchtvaartmaatschappij waarvan Keflavík de thuisbasis is.
Icelandair heeft regelmatige vliegverbindingen van de luchthaven Keflavík met dertien steden in de Verenigde Staten. Ook vliegt Icelandair naar twee steden in Canada. Middels een korte, gemakkelijke overstap worden er doorvluchten naar ruim twintig steden in Europa aangeboden, waaronder Amsterdam (dagelijks, het hele jaar door, 's zomers tweemaal daags) en Brussel (3-7 keer per week, het hele jaar door).
In de vroege ochtend landen de vliegtuigen vanuit Noord-Amerika, waarna er de daarna volgende uren een grote transfer is van passagiers die overstappen op vliegtuigen naar Europese bestemmingen. In de namiddag komen al deze vliegtuigen terug met andere passagiers, die voor het grootste deel overstappen op vliegtuigen naar Noord-Amerikaanse bestemmingen. De rest van de dag is het rustiger op de luchthaven. Dagelijks herhaalt dit proces zich. Door dit efficiënte systeem kan Icelandair zijn vliegtuigen bijna voortdurend in de lucht houden en een hoge bezettingsgraad handhaven. Daardoor kan het goedkope tarieven aanbieden aan reizigers tussen Noord-Amerika en Europa. Men kan zonder extra vliegkosten de reis onderbreken en een of meer dagen op IJsland doorbrengen om het land te verkennen. Icelandair is tevens eigenaar van Air Iceland Connect, de luchtvaartmaatschappij voor voornamelijk binnenlandse vluchten vanaf de luchthaven van Reykjavik zelf.
Van 2012 tot 2019 had naast Icelandair ook de IJslandse prijsvechter WOW Air haar thuisbasis in Keflavik. Het faillissement van Wow Air had ook zijn weerslag op de passagiersaantallen van de luchthaven.

## Statistieken
Passagiersaantallen vanaf het jaar 2004:
| Jaar | Passagiers- aantal | Verandering |
| ---- | ------------------ | ----------- |
| 2004 | 1.883.725          |             |
| 2005 | 2.101.679          | +11,6%      |
| 2006 | 2.272.917          | +8,1%       |
| 2007 | 2.429.144          | +6,9%       |
| 2008 | 2.193.434          | −9,7%       |
| 2009 | 1.832.944          | −16,4%      |
| 2010 | 2.065.188          | +12,7%      |
| 2011 | 2.474.806          | +19,8%      |
| 2012 | 2.764.026          | +11,7%      |
| 2013 | 3.209.848          | +16,1%      |
| 2014 | 3.867.425          | +20,5%      |
| 2015 | 4.855.505          | +25,5%      |
| 2016 | 6.821.358          | +40,4%      |
| 2017 | 8.755.351          | +28,3%      |
| 2018 | 9.804.388          | +12,0%      |
| 2019 | 7.247.820          | −26,1%      |
| 2020 | 1.373.971          | -81,0%      |
| 2021 | 2.171.996          | +58,1%      |
| 2022 | 6.126.421          | +182,1%     |
| 2023 | 7.776.147          | +26,9%      |
| 2024 | 8.326.972          | +6,8%       |

## Bereikbaarheid
De afstand tussen de luchthaven en Reykjavik bedraagt ongeveer 50 km. Er rijden geen treinen, wel kan men de bus nemen. Er zijn verschillende busmaatschappijen actief. Ook zijn er op de luchthaven autoverhuurbedrijven aanwezig. Er zijn plannen om een treinverbinding te realiseren, de eerste in IJsland.